# Перепічаєнко Раїса Степанівна
Раїса Степанівна Перепічаєнко (18 червня 1928, село Покровське, тепер селище Покровського району Дніпропетровської області — 13 серпня 2020) — українська радянська діячка, майстер-сиророб Покровського сирзаводу Дніпропетровської області. Герой Соціалістичної Праці (26.04.1971). Депутат Верховної Ради УРСР 8—9-го скликань.

## Біографія
Народилася в селянській родині. У 1947 році закінчила неповну середню школу.
У 1947—1960 роках — учениця майстра сироварного цеху, сировар, помічник майстра Покровського сирзаводу Дніпропетровської області.
У 1949 році закінчила без відриву від виробництва Звенигородську школу майстрів-сироварів.
З 1960 роках — майстер-сиророб, начальник цеху Покровського сирзаводу Дніпропетровської області.
Освіта середня спеціальна. Закінчила без відриву від виробництва Білоцерківський технікум.
Потім — на пенсії в селищі Покровське Дніпропетровської області.

## Нагороди
- Герой Соціалістичної Праці (26.04.1971)
- орден Леніна (26.04.1971)
- три ордени Трудового Червоного Прапора (14.06.1966, 12.05.1977,)
- медалі